# Едуард фон Єна (генерал піхоти)
Карл Вільгельм Едуард фон Єна (нім. Karl Wilhelm Eduard von Jena; 28 березня 1834, Дебберніц — 21 березня 1911, Еберсвальде) — німецький воєначальник, генерал піхоти Прусської армії.

## Біографія
Представник знатного тюринзького роду. Син ротмістра у відставці і власника маєтку Дебберніц Едуарда фон Єна (1798–1847) і його дружини Беати, уродженої Тойнов фон Райскі (1802–1882). Племінник художника-портретиста Фердинанда фон Райскі.
З 1847 року недовго відвідував Лицарську академію в Бранденбурзі-на-Гафелі, гімназію у Франкфурті-на-Одері і військовий підготовчий інститут Плессена в Берліні. 1 травня 1852 року приєднався до 5-го єгерського батальйону Прусської армії в Герліці. Там Єна дослужився до звання фенріха портупеї до жовтня 1853 року, перш ніж був звільнений у запас 11 вересня 1855 року. У грудні 1855 року він був відновлений в армії, служив у 12-му піхотному полку. Єну підвищили до другого лейтенанта 14 серпня 1856 року з призначенням від 1 травня 1856 року. З 1 травня 1859 по 30 листопада 1862 року служив ад'ютантом фузилерного батальйону, а потім — полковим ад'ютантом. Отримавши звання першого лейтенанта 10 липня 1863 року, Єна брав участь у битвах при Гітчині та Кеніггреці під час війни з Австрією у 1866 році. Після укладання мирного договору Єна був переведений до 76-го піхотного полку в Ганновері як гауптмана. Там він спочатку командував 5-ою ротою, а навесні 1869 року прийняв командування 11-ою ротою в Любеку. Під час війни з Францією у 1870/71 роках Єна брав участь в облогах Меца, Туля та Парижа, а також у битвах при Орлеані, Божансі та Ле-Мані. У битві під Вільфжуаном, будучи командиром батальйону фузилерів, йому вдалося захопити 500 французьких полонених.
Після війни Єну перевели до гвардійського гренадерського полку королеви Августи № 4 у Кобленці. Там він спочатку командував 12-ою, потім 4-ою ротою. Після підвищення до майора 11 серпня 1874 року він був розміщений у свиті свого полку та призначений командиром школи унтерофіцерів у Бібріху. 14 січня 1879 року він повернувся на бойову службу з призначенням командиром 2-го батальйону 8-го піхотного полку Бранденбург № 64 (принц Фрідріх Карл Прусський). Він став оберстлейтенантом у середині вересня 1881 року і був підвищений до полкового штабу як «штатний офіцер», тобто заступник полкового командира, 15 листопада 1883 року. 1 квітня 1885 року його призначили командувати 4-м Бранденбурзьким піхотним полком (великий герцог Фрідріх Франц II Мекленбург-Шверинський) у Нойруппіні. Його підвищення до оберста відбулось 3 грудня 1885 року, коли його було призначено полковим командиром. Після передачі полку своїм наступникам Єна був підвищений до генерал-майора 15 грудня 1888 року та призначений інспектором піхотних шкіл. На цій посаді Єна відіграв ключову роль у подальшому розширенні унтерофіцерських шкіл. 16 травня 1891 року він був призначений командувати 7-ю дивізією в Магдебурзі, а після підвищення до генерал-лейтенанта 19 вересня 1891 року він офіціно став командиром цього великого підрозділу. Єна служив на тій же посаді в 31-й дивізії в Страсбурзі з 19 грудня 1893 по 26 січня 1896 року. Згодом його було призначено губернатором фортеці Страсбург. На цій посаді імператор Вільгельм II підвищив його до звання генерала піхоти 1 вересня 1896 року. 22 травня 1899 року Єну було знято з посади, а 3 липня 1899 року вийшов на пенсію.
Після виходу на пенсію Єна переїхав в Еберсвальде, де й був похований.

## Сім'я
26 червня 1859 року одружився в Франкфурті-на-Одері з баронесою Елізабет фон Дальвіг (1840–1880), дочкою генерал-майора Людвіга фон Дальвіга (1800–1866). В пари народились 13 дітей:
- Елізабет (*/† 1861)
- Едуард (1862–1924)  — генерал-майор.
- Марія (*/† 1864)
- Карл (1865–1920) — гауптман і почесний лицар ордена Святого Йоанна.
- Вільгельм (1866–1926) — майор і власник маєтку Ямен.
- Ельфріда (1868) — дружина генерал-майора Франца фон Донопа (1854–1938).
- Маргарита (1869–1925)
- Готтфрід (*/† 1871)
- Ганс (1872–1883)
- Август Фрідріх (1873–1921) — оберстлейтенант, командир батальйону 9-го (Прусського) піхотного полку.
- Лео (1876–1957) — групенфюрер СС і генерал-лейтенант військ СС.
- Фердинанд (1878) — майор.
- Софі (1880)

27 лютого 1893 року одружився в Бордесгольмі з графинею Марі фон Баудіссін (1872), дочкою урядового президента графа Трауготта фон Баудіссіна.

## Нагороди
- Орден Червоного орла
  - 4-го класу з мечами
  - великий хрест з дубовим листям і мечами (3 липня 1899)
- Залізний хрест 2-го і 1-го класу
- Хрест «За вислугу років» (Пруссія) (25 років)
- Орден Корони (Пруссія) 1-го класу
- Орден Грифона, командорський хрест
- Хрест «За військові заслуги» (Мекленбург-Шверін)
- Орден Фрідріха (Вюртемберг), командорський хрест 1-го класу
- Орден Франца Йосифа, великий хрест (Австро-Угорщина)
- Столітня медаль